# Luxembourg aux Jeux paralympiques d'été de 2024
Le Luxembourg participe aux Jeux paralympiques d'été de 2024 à Paris. C'est sa huitième participation aux jeux depuis 1976.
Tom Habscheid obtient une médaille de bronze au lancer de poids F63 (athlètes avec une limitation modérée de mouvement d'une jambe, ou l'absence de jambes), établissant un nouveau record paralympique (les deux autres médaillés concourant en catégorie F42, athlètes avec une limitation de mouvement d'une jambe à un degré modéré). Lors de la cérémonie de remise des médaille, il reçoit sa médaille de bronze des mains de la Grande-Duchesse Maria Teresa.
Le Luxembourg n'avait plus gagné de médaille depuis les Jeux de 1984. 

## Médaillés
| Sport                   | Discipline          | Sportifs      | Performance | Date        |
| Médailles de bronze : 1 |                     |               |             |             |
| Athlétisme              | Lancer de poids F63 | Tom Habscheid | 4,97 m PR   | 7 septembre |

## Nombre d’athlètes qualifiés par sport
Voici la liste des qualifiés luxembourgeois par sport :
| Sport      | Femmes | Hommes | Total |
| ---------- | ------ | ------ | ----- |
| Athlétisme | 1      | 1      | 2     |
| Total      | 1      | 1      | 2     |

## Résultats

### Athlétisme
| Athlètes      | Épreuve             | Finale      | Finale |
| Athlètes      | Épreuve             | Performance | Rang   |
| ------------- | ------------------- | ----------- | ------ |
| Tom Habscheid | Lancer de poids F63 | 4,97 m      | 3e     |

| Athlètes    | Épreuve   | Série | Série | Finale   | Finale   |
| Athlètes    | Épreuve   | Temps | Rang  | Temps    | Rang     |
| ----------- | --------- | ----- | ----- | -------- | -------- |
| Katrin Kohl | 100 m T54 | 20.39 | 7e    | Éliminée | Éliminée |